# 岡比亞司法部長
岡比亞司法部長（英語：Minister of Justice of the Gambia）是主管岡比亚司法部的內閣成員。在岡比亞，所有司法部長皆兼任檢察總長。

## 職分
司法部長的職位是於1968年設立的，對司法系統負有行政責任，並從總理（後來的總統）辦公室承擔一些責任，例如註冊總署署長（Registrar General）的職責。該部目前有五個部門，民事訴訟、跨國產業保佐、法律草擬、刑事檢控及註冊總署。該部還負責世俗婚姻的登記及締結。該部的職能機構是岡比亞法律改革委員會、全國法律報告委員會、替代性爭議解決秘書處及法律援助秘書處。